# عزان (البيضاء)
عزان هي إحدى قرى الجمهورية اليمنية. تتبع جغرافيا لمحافظة البيضاء وإداريًا لمديرية العرش. يبلغ تعداد سكانها 3025 نسمة حسب التعداد السكاني لعام 2004.